# Elecciones municipales de Roma de 2016
Las elecciones municipales de Roma de 2016 se celebraron en junio de 2016, tras la dimisión del exalcalde de Roma Ignazio Marino. La primera vuelta tuvo lugar el 5 de junio, pero ningún candidato resultó ganador, lo que derivó a una segunda vuelta el 19 de junio con los dos candidatos más votados. Virginia Raggi, del Movimiento 5 Estrellas, resultó ganadora con el 67.15% de los votos, y su partido obtuvo la mayoría en el Ayuntamiento de Roma con 29 de los 48 escaños.